# 長谷川直子
長谷川 直子（はせがわ なおこ、1月10日 - ）は、日本のフリーアナウンサー、元東日本放送 (KHB) のアナウンサー。東京都出身。
女性アナウンサーによる朗読セラピーグループ「Swimmy」の創立者・代表者であり、自身もメンバーの1人として活動に参加する。また、自身の所属事務所が運営する声優養成所や読売・日本テレビ文化センターの講師も務めている。トリトリオフィスに所属していたが、事務所の合併によってパワー・ライズ所属となる。
ぷろだくしょん★A組にもかつて長谷川直子という女性声優がいたが、本項で解説している長谷川とは同姓同名の別人である。

## 出演

### テレビ番組
- おはよう宮城（東日本放送）
- 今、第3の灯は（東日本放送）
- 仙台市だより（東日本放送）
- もたいにおまかせ料理（東日本放送）
- トゥナイト（テレビ朝日） - ナレーター
- ザ・ワイド（日本テレビ・読売テレビ） - ナレーター
- ごちそうさま（日本テレビ） - 「今日のレシピ」テレホン音声ガイド
- 健康情報（TOKYO MX） - ナレーション
- 詩吟の旅（東京12チャンネル） - 司会
- 小倉智昭 ぐんま・雷・からっ風 めぐり逢いの道（群馬テレビ） - リポーター
- あかぎ国体（群馬テレビ） - リポーター
- この人・知ってる？（日本海テレビ）
- 小学校3年社会（テレビ神奈川） - ナレーター
- 人・まち・ふるさと（テレビ埼玉） - リポーター
- 高校生の話題（千葉テレビ） - ナレーター

### ラジオ番組
- 牟田悌三・あなたのための税金相談（TBSラジオ） - アシスタント
- 柳生博の楽しさ発見（TBSラジオ） - アシスタント
- 毎日が発見 この一枚のレコード（TBSラジオ） - ナビゲーター
- ジャパンポップスHOT50（JFNC） - ナビゲーター
- 歌謡曲いろいろベスト10（JFNC） - ナビゲーター
- 歌謡ヒットフォーカス（JFNC） - ナビゲーター
- うわさの歌謡曲（JFNC） - ナビゲーター
- ジャパン ポップス ファイル（JFNC）
- 究極ワイド 乱一世（ラジオ日本） - アシスタント
- ミッキー安川ずばり勝負（ラジオ日本） - アシスタント
- 越田健夫のもう一品クッキング（ラジオ日本） - アシスタント
- 大谷亘 ここにうたあり（ラジオ日本） - レポーター
- ときめき放送局 シネマ・アラ・トリオ（ラジオ日本） - ナビゲーター
- 特選ラジオショッピング（ラジオ日本） - キャスター
- 小野やすしのさわやかランチタイム（ラジオ日本）
- 年末報道特集（ラジオ日本） - キャスター

### CM
- シントク電気
- ららぽーと
- キユーピードレッシング（キユーピー）
- 船橋競馬場
- 松坂屋
- ラフォーレ原宿
- エリエール（大王製紙）
- 髙島屋時報（ラジオ日本）
- 毎日が発見（ファンケル）

### アフレコ
- 学研映画 みんなよい子 よいことば[4]（学習研究社） - ぽん太 役
- こどもちゃれんじ（ベネッセコーポレーション） - 和田先生 役
- すぎなみしあわせ文庫 CD-BOOK ココロマメ（杉並区保健福祉部児童青少年課） - 正人 役

### ナレーション
- スゴイ！3語で話せる英会話（サンマーク出版）
- ダイビングワールドVIDEO（マリン企画）
- カービデオマガジン（学習研究社）
- 道徳副読本 小学生のあゆみ（青葉出版）
- とびくち朝のビデオ（安田火災海上保険）
- 東北電力福島発電所 見学コース（東北電力） - 解説ナレーション
- 社内ニュース I&Sベストマンスリー（I&S）
- 空港自動チケット販売機（ノースウエスト航空） - 音声ナビ
- 東京都パスポートセンター（東京都生活文化局） - 音声ナビ
- アニュー健康情報（アニュー）
- 東京消防博物館 - 展示解説ナレーション
- 横浜交通博物館 - 展示ナレーション
- 環境美化センター・ごみ処理施設リサイクルプラザ（麻生町ほか2町） - スライド
- パラプラチン抗癌剤臨床実験報告（ブリストル・マイヤーズ スクイブ）
- 作業工程解説ビデオ（ホンダエンジニアリング）
- JRCハンディサーチ（日本無線）
- 販売促進ビデオ（ロイヤルガーディアン）
- リフレッシュ石灰窒素 販売促進CD-R（日本石灰窒素工業会）
- 2015年度 日本語聴解・聴読解テスト vol.2

### その他
- 定時株主総会（東京テアトル） - MC
- クラブマンレース（全日本モーターサイクルクラブ連盟） - 会場アナウンス